# Episodi di Treme (terza stagione)
La terza stagione della serie televisiva Treme è stata trasmessa in prima visione negli Stati Uniti d'America dal canale via cavo HBO dal 23 settembre al 25 novembre 2012.
| nº | Titolo originale                   | Titolo italiano | Prima TV USA      | Prima TV Italia |
| -- | ---------------------------------- | --------------- | ----------------- | --------------- |
| 1  | Knock with Me – Rock with Me       |                 | 23 settembre 2012 |                 |
| 2  | Saints                             |                 | 30 settembre 2012 |                 |
| 3  | Me Donkey Want Water               |                 | 7 ottobre 2012    |                 |
| 4  | The Greatest Love                  |                 | 14 ottobre 2012   |                 |
| 5  | I Thought I Heard Buddy Bolden Say |                 | 21 ottobre 2012   |                 |
| 6  | Careless Love                      |                 | 28 ottobre 2012   |                 |
| 7  | Promised Land                      |                 | 4 novembre 2012   |                 |
| 8  | Don't You Leave Me Here            |                 | 11 novembre 2012  |                 |
| 9  | Poor Man's Paradise                |                 | 18 novembre 2012  |                 |
| 10 | Tipitina                           |                 | 25 novembre 2012  |                 |